# Udo Grollitsch
Udo Grollitsch (* 21. Oktober 1940 in Leoben) ist ein österreichischer Hochschullehrer und Politiker (FPÖ). Grollitsch war von 1994 bis 2002 Abgeordneter zum Nationalrat.

## Ausbildung und Beruf
Grollitsch besuchte von 1946 bis 1953 die Volks- und Hauptschule Leoben, bevor er 1953 an das örtliche Gymnasium wechselte. Er legte 1962 die Matura ab und studierte im Anschluss an der Universität Graz. Er erwarb 1968 den akademischen Grad Mag. phil. und schloss die Lehramtsprüfung für Sportwissenschaften und Mathematik ab. 1970 erhielt er den Doktortitel für das Studienfach Pädagogik.
Grollitsch war von 1968 bis 1972 Lehrer am Bundesgymnasium Leoben I und zwischen 1972 und 1974 Leiter des Institutes für Bildungsförderung und Sport (IBUS) der Montanuniversität Leoben. 1974 wurde er zum Direktor des Instituts ernannt.

## Politik
Udo Grollitsch vertrat zwischen dem 7. November 1994 und dem 19. Dezember 2002 die FPÖ im Nationalrat. Er war Sportsprecher und Bundestierschutzsprecher des FPÖ-Parlamentsklubs. Grollitsch ist Schriftführer der FPÖ Leoben und wurde 2007 in die Bundesparteileitung berufen.